# قائمة العشرة الأكثر طلبا لمكتب التحقيقات الفدرالي

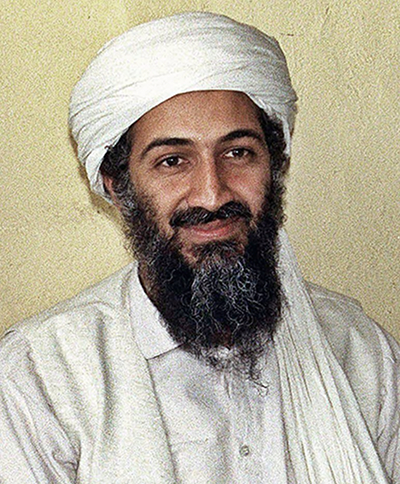
صورة لأسامة بن لادن وهو يجري مقابلة مع حامد مير، في آذار من عام 1997. كان من ضمن قائمة العشرة الأكثر طلباً لمكتب التحقيقات الفدرالي، قام بالهجوم على أهداف مدنية وعسكرية في العديد من البلدان أبرزها هجمات 11 سبتمبر وتفجيرات لندن 7 يوليو 2005 وتفجيرات مدريد 2004, أعلن بالاشتراك مع أيمن الظواهري عام 1998م الجبهة العالمية للجهاد ضد اليهود والصليبين، والتي نجم عنها لاحقاً ما يسمى الحرب على الإرهاب أو الحملة الصليبية العاشرة

قائمة العشرة الأكثر طلباً لمكتب التحقيق الفدرالي هي قائمة المطلوبين التي تحتفظ بها مكتب التحقيقات الفدرالي الأمريكي. وقد نشأت القائمة عن محادثة أجريت في أواخر عام 1949 بين إدغار هوفر، مدير مكتب التحقيقات الفدرالي، وويليام كينسي هاتشينسون رئيس تحرير صحيفة (يونايتد برس إنترناشيونال)، الذي كان يناقش طرق لتعزيز القبض على «رجال أصعب». تحولت هذه المناقشة إلى مقالة نشرت، والتي تلقت الكثير من الدعاية الإيجابية. في 14 مارس 1950 أعلن مكتب التحقيقات الفدرالي رسميا القائمة لزيادة قدرة إنفاذ القانون للقبض على الهاربين الخطرين.
وعادة ما تتم إزالة الأفراد من القائمة إذا تم القبض على الهاربين أو بموت أحد منهم أو إذا تم إسقاط التهم الموجهة إليهم؛ ثم يتم استبدالها عن طريق إدخال جديد يختاره مكتب التحقيقات الفدرالي. وفي تسع حالات، قام مكتب التحقيقات الفدرالي بإزالة الأفراد من القائمة بعد أن قرروا أنهم لم يعدوا يشكلون (خطرا كبيرا على المجتمع).
أضيف ماشيتيرو فيكتور مانويل جيرينا إلى القائمة في عام 1984، وكان على القائمة لمدة 32 عاما. وقضى بيلي أوستن براينت أقصر فترة زمنية على القائمة، وتم إدراجه في القائمة لمدة ساعتين في عام 1969. وكانت أطول فترة لشخص موجود في القائمة هي 77 عاما ل وليام برادفورد المطران والتي إنتهت في 10 أبريل 2014.
يقوم مكتب التحقيقات الفيدرالي بإضافة "رقم أحد عشر" في حالة إذا كان هذا الشخص خطير للغاية ولكن المكتب لا يشعر بأي من العشرة الحالية يجب إزالتها. على الرغم من المراجع في بعض الأحيان في وسائل الإعلام، ومكتب التحقيقات الاتحادي. لا يوجد أي مشبوه يعتبر "رقم 1 على قائمة المطلوبين لمكتب التحقيقات الفدرالي.
وتنشر القائمة عادة في الأماكن العامة مثل مكاتب البريد. وفي 4 ديسمبر 2014، تم إدراج 504 هاربين، ثمانية منهم من النساء، و 473 (94٪) تم الاستيلاء عليهم أو على موقعهم، و155 (31٪) منهم تم الإستيلاء عليهم بسبب المساعدة العامة. في 19 مايو 1996، أصبح ليزلي إيسبن روج أول شخص من ضمن قائمة العشرة الأكثر طلباً لمكتب التحقيق الفدرالي بسبب الإنترنت.
يحتفظ مكتب التحقيقات الفدرالي بقوائم أخرى من الأفراد، بما في ذلك الإرهابيين المطلوبين، جنبا إلى جنب مع تنبيهات الجريمة والأشخاص المفقودين والقوائم الهاربة الأخرى.
في 17 حزيران 2013، وصلت القائمة إلى قيمة 500 شخص هارب

## إضافات جديدة
تطلب شعبة التحقيقات الجنائية في مقر مكتب التحقيقات الفدرالي من المكاتب الميدانية البالغ عددها 56 مكتباً تقديم مرشحين لقائمة العشرة الأكثر طلباً لمكتب التحقيقات الفدرالي. ويتم استعراض المرشحين المستلمين من قبل وكلاء خاصين في إدارة التحقيقات الجنائية ومكتب الشؤون العامة. ويحال اختيار المرشح «المقترح» إلى مساعد مدير إدارة التحقيقات الجنائية للموافقة عليه ثم إلى مدير مكتب التحقيقات الفيدرالية للموافقة النهائية. هذه العملية تستغرق بعض الوقت وهذا ما جعل جيمس جوزيف "ويتي" بولجر الابن، الذي اعتقل في سانتا مونيكا، كاليفورنيا في 22 يونيو 2011،  على القائمة حتى 9 مايو 2012. وبقي أسامة بن لادن في القائمة لمدة عام تقريبا بعد وفاته على يد القوات الأمريكية في 2 أيار 2011.

## أسماء الأشخاص العشرة الأكثر طلباً لمكتب التحقيقات الفدرالي
وضع مكتب التحقيقات الفدرالي مكافآت لأي شخص يدلي بمعلومات تؤدي إلى القبض على الهاربين المدرجين في هذه القائمة؛ وتبلغ المكافأة 100 ألف دولار لكل مطلوب، باستثناء جيسون ديريك براون، الذي تبلغ مكافئة القبض عليه 200 ألف دولار. يعتقد أن تسعة من المطلوبين العشرة يعيشون خارج الولايات المتحدة.
والمطلوبين هم:
- روبرت ويليام فيشر.
- نورالدين رستموف
- أليكسيس فلوريس.
- جيسون ديريك براون.
- إدواردو رافيلو.
- برادفورد بيشوب.
- ياسر سعيد.
- لويس ماسيدو.
- روبرت فرانسيس فان ويس.
- والتر يوفاني غوميز.
- بهادريشكومار تشيتانبهاي باتل.